# یواس‌ان‌اس راپاهاناک (تی-ای‌او-۲۰۴)
یواس‌ان‌اس راپاهاناک (تی-ای‌او-۲۰۴) (به انگلیسی: USNS Rappahannock (T-AO-204)) یک کشتی است که طول آن ۶۷۷ فوت (۲۰۶ متر) می‌باشد. این کشتی در سال ۱۹۹۵ ساخته شد.